# Subaru Nishimura
Subaru Nishimura (japanisch 西村 昴 Nishimura Subaru; * 13. Juni 2003 in der Präfektur Osaka) ist ein japanischer Fußballspieler.

## Karriere

### Verein
Nishimura erlernte das Fußballspielen in der Jugendmannschaft von Cerezo Osaka. Die erste Mannschaft von Cerezo spielte in der ersten Liga, die U23-Mannschaft in der dritten Liga. Bereits als Jugendspieler absolvierte er 18 Drittligaspiele.